# Gerónimo Barbadillo
Gerónimo Barbadillo González (Lima, 24 settembre 1954) è un ex calciatore peruviano, che ha giocato nel ruolo di ala in Perù, Messico e Italia.

## Biografia
Figlio dell'ex calciatore della nazionale Guillermo Barbadillo, in seguito al suo ritiro dall'attività agonistica si è stabilito in Italia, è divenuto direttore tecnico delle giovanili dell'Udinese e partecipa a partite di beneficenza.

## Caratteristiche tecniche
Ala destra, i cui principali punti di forza erano la velocità e il dribbling.

## Carriera

### Club

Barbadillo in azione con la maglia degli irpini

Cresciuto calcisticamente in Perù, con il Club Defensor Lima conquistò la Copa Simón Bolívar. Nel 1975 si trasferì a giocare in Messico, nel Tigres de la UANL guidato dal connazionale Claudio Lostaunau. Alla sua prima stagione, Barbadillo si mise in evidenza, partecipando alla vittoriosa campagna in Coppa del Messico con un'azione che propiziò il gol decisivo nella finale di ritorno. A Lostanau succedettero prima Pérez e in seguito Fekete, e Barbadillo mantenne il suo posto da titolare: affiancando in attacco l'uruguaiano Walter Mantegazza e il messicano Tomás Boy, il peruviano si impose come uno dei calciatori di maggior spicco del Tigres.
Negli anni seguenti Patrulla (soprannome dovuto alla sua capigliatura afro, che ricordava quella di Clarence Williams III in Mod Squad, i ragazzi di Greer, nota in spagnolo come Patrulla Juvenil) come era soprannominato, continuò a segnalarsi tra gli elementi più importanti in Messico, e a momento di lasciare il paese centroamericano aveva all'attivo più di sessanta gol. In seguito, il club della Universidad Autónoma de Nuevo León ha ritirato la maglietta numero sette in suo onore.
Nell'estate 1982 viene ingaggiato dall'Avellino ed esordisce in Serie A il successivo 12 settembre, in Torino-Avellino 4-1. Con gli irpini gioca per 3 stagioni segnando 10 reti in 81 gare, delle quali 6 nella prima stagione. Diventa famoso anche per la sua bizzarra capigliatura che gli fa acquistare l'affettuoso soprannome di Tartufòn.
Nel 1985 va all'Udinese, dove segna 2 reti in 22 incontri. Dopo aver trascorso la seconda stagione in Friuli fuori rosa, terminato il contratto con i bianconeri si accasa nell'autunno 1987 ai dilettanti della Sanvitese. Nel 1991-1992 è segnalato il suo tesseramento per il Milland, squadra dilettantistica di Bressanone.
Terminata l'avventura con il calcio giocato, durante la stagione 1995/96 è vice-allenatore dell'Avellino.

### Nazionale
Barbadillo debutta con la nazionale peruviana il 3 maggio 1972 in una partita amichevole disputata contro i Paesi Bassi a Rotterdam. Con la selezione peruviana partecipa alla Copa América 1975, poi vinta, giocando da titolare in due dei tre incontri finali contro la Colombia, più precisamente in quelli del 16 e 22 ottobre di Bogotà e Lima.
In seguito, viene convocato dal CT brasiliano Tim per il campionato del mondo 1982. In tale competizione Barbadillo non parte titolare, e nella partita contro il Camerun gli viene preferito Germán Leguía: nell'incontro seguente, però, parte dall'inizio contro la nazionale italiana, venendo poi sostituito da Leguía al 51'. Nell'ultima gara, con la Polonia, Barbadillo subentra al 50' a Oblitas.
L'ultima presenza con la selezione la ottiene il 3 novembre 1985.

## Statistiche

### Cronologia presenze e reti in nazionale
| Cronologia completa delle presenze e delle reti in nazionale ― Perù | Cronologia completa delle presenze e delle reti in nazionale ― Perù | Cronologia completa delle presenze e delle reti in nazionale ― Perù | Cronologia completa delle presenze e delle reti in nazionale ― Perù | Cronologia completa delle presenze e delle reti in nazionale ― Perù | Cronologia completa delle presenze e delle reti in nazionale ― Perù | Cronologia completa delle presenze e delle reti in nazionale ― Perù | Cronologia completa delle presenze e delle reti in nazionale ― Perù |
| Data                                                                | Città                                                               | In casa                                                             | Risultato                                                           | Ospiti                                                              | Competizione                                                        | Reti                                                                | Note                                                                |
| ------------------------------------------------------------------- | ------------------------------------------------------------------- | ------------------------------------------------------------------- | ------------------------------------------------------------------- | ------------------------------------------------------------------- | ------------------------------------------------------------------- | ------------------------------------------------------------------- | ------------------------------------------------------------------- |
| 3-5-1972                                                            | Rotterdam                                                           | Paesi Bassi                                                         | 3 – 0                                                               | Perù                                                                | Amichevole                                                          | -                                                                   | 73’                                                                 |
| 24-3-1973                                                           | Lima                                                                | Perù                                                                | 2 – 0                                                               | Bolivia                                                             | Amichevole                                                          | -                                                                   |                                                                     |
| 16-10-1975                                                          | Bogotà                                                              | Colombia                                                            | 1 – 0                                                               | Perù                                                                | Coppa America 1975 - Finale                                         | -                                                                   |                                                                     |
| 22-10-1975                                                          | Lima                                                                | Perù                                                                | 2 – 0                                                               | Colombia                                                            | Coppa America 1975 - Finale                                         | -                                                                   | 54’                                                                 |
| 26-7-1981                                                           | Bogotà                                                              | Colombia                                                            | 1 – 1                                                               | Perù                                                                | Qual. Mondiali 1982                                                 | -                                                                   |                                                                     |
| 5-8-1981                                                            | Lima                                                                | Perù                                                                | 1 – 2                                                               | Cile                                                                | Amichevole                                                          | -                                                                   |                                                                     |
| 16-8-1981                                                           | Lima                                                                | Perù                                                                | 2 – 0                                                               | Colombia                                                            | Qual. Mondiali 1982                                                 | 1                                                                   |                                                                     |
| 23-8-1981                                                           | Montevideo                                                          | Uruguay                                                             | 1 – 2                                                               | Perù                                                                | Qual. Mondiali 1982                                                 | -                                                                   |                                                                     |
| 6-9-1981                                                            | Lima                                                                | Perù                                                                | 0 – 0                                                               | Uruguay                                                             | Qual. Mondiali 1982                                                 | -                                                                   |                                                                     |
| 15-6-1982                                                           | La Coruña                                                           | Perù                                                                | 0 – 0                                                               | Camerun                                                             | Mondiali 1982 - 1º turno                                            | -                                                                   | 66’                                                                 |
| 18-6-1982                                                           | Vigo                                                                | Italia                                                              | 1 – 1                                                               | Perù                                                                | Mondiali 1982 - 1º turno                                            | -                                                                   | 65’                                                                 |
| 22-6-1982                                                           | La Coruña                                                           | Polonia                                                             | 5 – 1                                                               | Perù                                                                | Mondiali 1982 - 1º turno                                            | -                                                                   | 49’                                                                 |
| 26-5-1985                                                           | Bogotà                                                              | Colombia                                                            | 1 – 0                                                               | Perù                                                                | Qual. Mondiali 1986                                                 | -                                                                   |                                                                     |
| 2-6-1985                                                            | San Cristóbal                                                       | Venezuela                                                           | 0 – 1                                                               | Perù                                                                | Qual. Mondiali 1986                                                 | -                                                                   |                                                                     |
| 9-6-1985                                                            | Lima                                                                | Perù                                                                | 0 – 0                                                               | Colombia                                                            | Qual. Mondiali 1986                                                 | -                                                                   | 55’                                                                 |
| 16-6-1985                                                           | Lima                                                                | Perù                                                                | 4 – 1                                                               | Venezuela                                                           | Qual. Mondiali 1986                                                 | 1                                                                   |                                                                     |
| 23-6-1985                                                           | Lima                                                                | Perù                                                                | 1 – 0                                                               | Argentina                                                           | Qual. Mondiali 1986                                                 | -                                                                   | 54’                                                                 |
| 30-6-1985                                                           | Buenos Aires                                                        | Argentina                                                           | 2 – 2                                                               | Perù                                                                | Qual. Mondiali 1986                                                 | 1                                                                   |                                                                     |
| 27-10-1985                                                          | Santiago del Cile                                                   | Cile                                                                | 4 – 2                                                               | Perù                                                                | Qual. Mondiali 1986                                                 | -                                                                   |                                                                     |
| 3-11-1985                                                           | Lima                                                                | Perù                                                                | 0 – 1                                                               | Cile                                                                | Qual. Mondiali 1986                                                 | -                                                                   |                                                                     |
| Totale                                                              |                                                                     | Presenze                                                            | 20                                                                  |                                                                     | Reti                                                                | 3                                                                   |                                                                     |

## Palmarès

### Club
- Copa Simón Bolívar (Perù): 1

Defensor Lima: 1975
- Coppa del Messico: 1

Tigres UANL: 1976
- Campionato messicano: 2

Tigres UANL: 1977-1978, 1981-1982

### Nazionale
- Copa America: 1

1975

### Individuale
- Pallone d'oro (Messico): 1

1981-1982